# 5823-as mellékút (Magyarország)
Az 5823-as mellékút egy bő 10 kilométeres hosszúságú, négy számjegyű mellékút Baranya vármegye területén; a Kelet-Ormánság három kisebb községét köti össze a mikrotérség központjának számító Vajszlóval.

## Nyomvonala
Vajszló belterületének nyugati széle közelében ágazik ki az 5804-es útból, annak a 22+650-es kilométerszelvénye közelében, dél felé. Táncsics Mihály utca néven húzódik a belterület déli széléig, amit alig több mint negyed kilométer után ér el, ugyanott délnyugati irányba fordul. A második kilométere táján elhalad Angyalicpuszta külterületi településrész házai mellett, de még ezután is majdnem fél kilométeren át húzódik vajszlói határok között.
Nagyjából 2,5 kilométer után lép Lúzsok területére, e község első házait 3,2 kilométer után éri el, ahol a Fő utca nevet veszi fel. A faluközpont déli részét elhagyva, a 3+850-es kilométerszelvénye táján nyugatnak fordul, ugyanott kiágazik belőle, körülbelül a korábbi irányának folytatásaként, dél-délnyugat felé az 5822-es út Piskó irányába. 4,2 kilométer megtételét követően az út kilép Lúzsok lakott területei közül, nem sokkal később pedig teljesen búcsút mond a településnek.
Piskó külterületei közt folytatódik, de ottani szakasza – mely lakott helyeket nem is érint – alig fél kilométernyi hosszú, az ötödik kilométerénél már Kemse határai közt jár; nagyjából ugyanott vissza is tér a korábbi, délnyugati irányához. A bokorszerű elhelyezkedésben kialakult község központján a hetedik kilométere táján halad át, Rákóczi Ferenc utca néven, majd – már ismét bőven külterületen, 7,8 kilométer után – kiágazik belőle délnek az 5824-es út, ez a déli országhatár közelében elhelyezkedő, Zehipuszta és Háromfa nevű külterületi településrészek felé vezet.
8,2 kilométer után érkezik meg az útjába eső utolsó település, Zaláta közigazgatási határai közé, ott majdnem pontosan nyugat felé haladva; alig pár száz méter után viszont ismét délebbnek fordul. Zaláta első házait a 9. kilométere közelében éri el, innentől már csak belterületen húzódik, az északi falurészben Dózsa György utca, a központtól délre Táncsics Mihály utca néven. A lakott terület déli szélén ér véget, beletorkollva az 5821-es útba, alig néhány méterre annak a 13. kilométerétől.
Teljes hossza, az országos közutak térképes nyilvántartását szolgáló kira.kozut.hu adatbázisa szerint 10,088 kilométer.

## Története
A Kartográfiai Vállalat 1990-ben megjelentetett Magyarország autóatlasza gyakorlatilag teljes hosszában kiépített és szilárd burkolattal ellátott, pormentes útként tünteti fel.

## Települések az út mentén
- Vajszló
- Lúzsok
- (Piskó)
- Kemse
- Zaláta